# Lammassaari (ö i Lappland, Norra Lappland, lat 69,06, long 28,34)
Lammassaari, nordsamiska: Savzâsuáloi, är en ö i Finland. Den ligger i sjön Enare träsk och i kommunen Enare i den ekonomiska regionen Norra Lappland och landskapet Lappland, i den norra delen av landet, 1 000 km norr om huvudstaden Helsingfors. Öns area är 2,9 hektar och dess största längd är 370 meter i nord-sydlig riktning.